# Magnolia banghamii
Magnolia banghamii este o specie de plante din genul Magnolia, familia Magnoliaceae. A fost descrisă pentru prima dată de Hans Peter Nooteboom, și a primit numele actual de la Richard B. Figlar och Hans Peter Nooteboom.
Este endemică în Sumatera. Conform Catalogue of Life specia Magnolia banghamii nu are subspecii cunoscute.